# Hilandarska biblioteka
Hilandarska biblioteka (Biblioteka manastira Hilandar) je najstarija i najznačajnija stara srpska sačuvana biblioteka. Osnovana je kad i manastir Hilandar, oko 1198. godine. Tokom osam vekova svoga postojanja bila je duhovno središte srpskog naroda, književni i prepisivački centar u kome su nastajala najznačajnija dela srednjovekovne srpske književnosti. U njoj se danas nalazi najveći broj srpskih rukopisa, oko 200 rukopisa imaju minijature, pa je to ujedno i najbogatija zbirka srpskog minijaturnog slikarstva.

## Manastirske biblioteke
Manastirske biblioteke su uopšteno, počev od 12. veka bile značajna središta kulturnog života. Formiranje ovakvih biblioteka bilo je moguće već prilikom osnivanja manastira, a o tome svedoče podaci zapisani u tipicima sv. Save. U Karjeskom tipiku (1199) propisan je poseban režim za knjige u manastiru i proglašeno načelo neotuđivosti manastirskih knjiga. U Hilandarskom tipiku sv. Save, uporedo sa drugim liturgijskim predmetima, pominje se i prilaganje knjiga prilikom osnivanja manastira. Manastirska biblioteka je svojim sadržajem morala prvenstveno zadovoljiti najnužnije liturgijske potrebe. Manastirske biblioteke su bile osnova razvoja pismenosti i prepisivačke delatonosti. U pojedinim manastirima su postojali skriptorijumi u kojima su se prepisivali rukopisi, a o obimu toga posla svedoči i procena da su od ukupnog broja pisara i prepisivača tog doba veliki deo činili monasi. Prepisivanje i čuvanje rukopisa ima ogromnu istorijsku i kulturnu ulogu. Posle osnivanja Hilandara i njegove biblioteke, od 13. veka pa nadalje, osnivane su biblioteke u manastirima Studenica, Žiča, Sopoćani, Mileševa, Dečani, Gračanica i dr.

### Fond biblioteke
Knjige i druge publikacije su se u Hilandarskoj biblioteci od njenog osnivanja uglavnom nabavljale putem poklona i kupovine, ali fond je dobrim delom uvećavan i prepisivanjem u samom manastiru. Prve knjige biblioteke Hilandara predstavljaju ktitorski pokloni sv. Simeona i sv. Save. Ktitorsko poklanjanje knjiga manastiru smatralo se uobičajenim činom. Pored ktitora, knjige su biblioteci poklanjali i razni darodavci, a najviše poklona je dolazilo od strane srpskih vladara, vlastele, crkvenih velikodostojnika i duhovnika. Danas fond ove biblioteke čine rukopisi i štampane knjige koje su razvrstane u nekoliko kolekcija. Najpoznatiji fond čine zbirke ćirilskih rukopisa od 12. do 19. veka, sa oko 1 150 jedinica (1076 na papiru i 74 na pergamentu), 383 hristovulje i povelje (182 na papiru i 201 na pergamentu) kao i zbirke grčkih rukopisa sa oko 10 kodeksa od 11. do 19. veka. Takođe, biblioteka poseduje i zbirku stare srpske štampane knjige od 15. do 16. veka, kao i preko 40. 000 knjiga, časopisa i novina nastalih u periodu od 18. do 20. veka. Narodna biblioteka Srbije je od 1971. godine prisutna u Hilandaru i jedna je od prvih institucija kulture Republike Srbije koja je počela rad na sakupljanju, obradi, zaštiti i prezentovanju pisanog blaga manastira Hilandar.

## Sava Hilandarac
Sava Hilandarac (1837—1911) – je bio prvi hilandarski bibliotekar koji je 1894. godine preduzeo temeljite I sistematične mere na njenom uređenju. On je knjige najpre podelio na rukopise I štampane, a štampane na stare štampane i novi fond. Izdvojio je arhivsku građu i klasifikovao je po godištima. Rukopisne knjige je sredio po vrsti i dodelio im signature. Signirao je stare štampane knjige, a zatim kompletan stari fond smestio u staklene oramane.  Godine 1897. na svom maternjem češkom jeziku je objavio Katalog starina hilandarskih, kojim je obuhvatio 471 rukopis i 147 starih štampanih knjiga. Sava Hilandarac je 1906. godine priredio i novi prošireni katalog biblioteke, koji nikada nije štampan, ali se i danas čuva u manastiru.

## Najznačajnije zbirke knjiga manastira Hilandar
Među najznačajnijim zbirkama ubrajaju se:
- Zbirka slovenski ćirilskih rukopisa od 12. do 19. veka. Najbrojniji su srpskoslovenski rukopisi bez kojih se ne može zamisliti proučavanje srpske istorije i kulture, nauke, zanata kao i drugih vidova delatnosti srpskog naroda u srednjem veku. Takođe su značajni za proučavanje širenja hrišćanstva među Južnim Slovenima pre početaka slovenske pismenosti.
- Zbirka starih srpskih i vlaških štampanih knjiga od 15. do 16. veka – ova zbirka knjiga broji oko 79 jedinica (18 vlaških, 1 ukrajinska, ostalo su srpske). Počasno mesto u ovoj zbirci čine Crnojevićke inkunabule.
- Zbirka crkvenoslovenskih knjiga od 17. do 19. veka broji ruske, ukrajinske, rumunske, bugarske i srpske štampane knjige, za koje tada nije postojao  naučni interes adekvatan njihovom značaju. Ova zbirka broji retka izdanja i zapise. Najviše knjiga iz ove zbirke su dospele u manastir Hilandar kao carski pokloni.
- Zbirka grčkih štampanih i rukopisnih knjiga – ova zbirka sadrži oko 150 kodeksa od 11. Do 19. veka.
- Zbirka knjiga na sprskohrvatskom jeziku – ujedno čini i jednu od većih zbirki knjiga ove biblioteke. Sadrži preko 30.000 svezaka nastalih u periodu od 18. do 20. veka. Narodna biblioteka Srbije je za ovaj fond izradila  autorski, predmetni i hronološki katalog. Najznačajniji deo ove zbirke predstavljaju retka izdanja srpskih knjiga štampanih u Beču, Budimu, Veneciji itd.
- Zbirka bogoslužbenih knjiga

U Hilandarskoj biblioteci su takođe čuvani najveći danas poznati srpski književni spomenici : Hilandarski listići, Marijin kodeks, Miroslavljevo jevanđelje, Vukanovo jevanđelje, Radoslavljevo jevanđelje.

## Spoljašnje veze
- Zvanični sajt manastira Hilandar
- Hilandar.info